# Seznam dílů seriálu The Carrie Diaries
Toto je seznam dílů seriálu The Carrie Diaries. Americký dramatický televizní seriál The Carrie Diaries měl premiéru v letech 2013–2014 na americké stanici The CW. 

## Přehled řad
| Řada | Díly | Premiéra v USA | Premiéra v USA |
| Řada | Díly | První díl      | Poslední díl   |
| ---- | ---- | -------------- | -------------- |
| 1    | 13   | 14. ledna 2013 | 8. dubna 2013  |
| 2    | 13   | 25. října 2013 | 31. ledna 2014 |

## Seznam dílů

### První řada (2013)
| Č. v seriálu | Č. v řadě | Původní název                       | Režie                    | Scénář                       | Premiéra v USA  |
| ------------ | --------- | ----------------------------------- | ------------------------ | ---------------------------- | --------------- |
| 1            | 1         | Pilot                               | Miguel Arteta            | Amy B. Harris                | 14. ledna 2013  |
| 2            | 2         | Lie with Me                         | Alfonso Gomez-Rejon      | Amy B. Harris                | 21. ledna 2013  |
| 3            | 3         | Read Before Use                     | Daisy von Scherler Mayer | Terri Minsky                 | 28. ledna 2013  |
| 4            | 4         | Fright Night                        | Jennifer Getzinger       | Henry Alonso Myers           | 4. února 2013   |
| 5            | 5         | Dangerous Territory                 | Norman Buckley           | Amy B. Harris                | 11. února 2013  |
| 6            | 6         | Endgame                             | David Paymer             | Jessica O'Toole a Amy Rardin | 18. února 2013  |
| 7            | 7         | Caught                              | Nanette Burstein         | Doug Stockstill              | 25. února 2013  |
| 8            | 8         | Hush Hush                           | Amy Heckerling           | Marc Halsey                  | 4. března 2013  |
| 9            | 9         | The Great Unknown                   | Janice Cooke             | Amy B. Harris                | 11. března 2013 |
| 10           | 10        | The Long and Winding Road Not Taken | Michael Fields           | Terri Minsky                 | 18. března 2013 |
| 11           | 11        | Identity Crisis                     | Jann Turner              | Jessica O'Toole a Amy Rardin | 25. března 2013 |
| 12           | 12        | A First Time for Everything         | Patrick Norris           | Henry Alonso Myers           | 1. dubna 2013   |
| 13           | 13        | Kiss Yesterday Goodbye              | Andy Wolk                | Amy B. Harris                | 8. dubna 2013   |

### Druhá řada (2013–2014)
| Č. v seriálu | Č. v řadě | Původní název          | Režie                    | Scénář                       | Premiéra v USA     |
| ------------ | --------- | ---------------------- | ------------------------ | ---------------------------- | ------------------ |
| 14           | 1         | Win Some, Lose Some    | Andy Wolk                | Amy B. Harris                | 25. října 2013     |
| 15           | 2         | Express Yourself       | Amy Heckerling           | Jessica O'Toole a Amy Rardin | 1. listopadu 2013  |
| 16           | 3         | Strings Attached       | Daisy von Scherler Mayer | Doug Stockstill              | 8. listopadu 2013  |
| 17           | 4         | Borderline             | Michael Fields           | Heney Alonso Myers           | 15. listopadu 2013 |
| 18           | 5         | Too Close for Comfort  | Zetna Fuentes            | Jessica Queller              | 22. listopadu 2013 |
| 19           | 6         | The Safety Dance       | David Warren             | Sascha Rothchild             | 6. prosince 2013   |
| 20           | 7         | I Heard a Rumor        | Norman Buckley           | Amy B. Harris                | 13. prosince 2013  |
| 21           | 8         | The Second Time Around | Janice Cooke             | Terri Minsky                 | 20. prosince 2013  |
| 22           | 9         | Under Pressure         | Andy Wolk                | Logan Slakter                | 3. ledna 2014      |
| 23           | 10        | Date Expectations      | Amy Heckerling           | Jessica O'Toole a Amy Rardin | 10. ledna 2014     |
| 24           | 11        | Hungry Like the Wolf   | Sarah Price              | Henry Alonso Myers           | 17. ledna 2014     |
| 25           | 12        | This Is the Time       | Jason Reilly             | Sascha Rothchild             | 24. ledna 2014     |
| 26           | 13        | Run to You             | Andrew McCarthy          | Amy B. Harris                | 31. ledna 2014     |